# Болейн, Томас, граф Уилтшир
Томас Болейн, граф Уилтшир, KG (англ. Thomas Boleyn, Earl of Wiltshire; ок. 1477 — 12 марта 1539) — английский дипломат и государственный деятель при Тюдорах. Отец Анны Болейн, второй супруги короля Англии Генриха VIII, дед королевы Елизаветы I.

## Биография

### Происхождение и семья
Предками Томаса Болейна были зажиточные йомены, обосновавшиеся в Солле, графство Норфолк, ещё в XIII веке. Существует версия, что семейство происходило из Франции, вероятно, из Булони, что могло отразиться и на написании родового имени, появившегося в Англии со времён нормандского завоевания. В регистрационных записях Уолсингемского монастыря сохранилось упоминание о Джоне Болейне, жившем в Солле в 1283 году. Его отцом, вероятно, был некий Симон де Болейн, купивший земли в Норфолке в 1252 году. Он в свою очередь вёл родословную от незаконнорожденного потомка Эсташа II, графа Булонского, вторгшегося в Англию вместе с Вильгельмом Завоевателем. Основы благополучия Болейнов и их последующего высокого положения были заложены дедом Томаса, Джеффри Болейном. Перебравшись из Норфолка в Лондон в 1420-х годах, он нажил состояние на торговле дорогими тканями. К середине 1450-х годов он уже был уважаемым горожанином, занимавшим различные солидные посты, в том числе олдермена лондонского Сити (с 1452 года) и лорд-мэра Лондона (с 1457 по 1458 годы). Приобретённый статус и богатство дали ему возможность заключить брак с представительницей высшего сословия, и ею стала Анна Хоо, дочь и сонаследница сэра Томаса (впоследствии барона Хоо и Гастингса), принёсшая ему в приданое обширные владения.
Их второй сын, Уильям, унаследовавший после смерти отца и старшего брата внушительное состояние, также выбрал себе в жёны богатую наследницу знатного рода — дочь графа Ормонда, леди Маргарет Батлер. Сэр Уильям поочерёдно служил шерифом графств Кент (в 1490 году), Норфолка и Саффолка (в 1501 году), в 1483 году на коронации Ричарда III он был посвящён в рыцари Бани. Маргарет Батлер принадлежала к англо-ирландской аристократии, среди её предков была Элеанор де Богун, внучка короля Эдуарда I Плантагенета.
Томас Болейн родился приблизительно в 1476 или 1477 году предположительно в норфолкском поместье Бликлинг, купленном его дедом Джеффри Болейном. Он был старшим сыном из одиннадцати детей сэра Уильяма и леди Маргарет. Родители Томаса неустанно заботились о его перспективах на будущее, однако сведения о его воспитании и образовании довольно скудные. Вероятно, он мог получать образование дома под руководством наставников, а также, если принять во внимание связи его двоюродного деда Томаса Болейна с Кембриджским университетом, он вполне мог обучаться там. Его отец был зачислен юристом в Линкольнс-Инн, и существует предположение, что Томас мог последовать по его стопам. В 1498 или в 1500 году Томас Болейн, следуя фамильной традиции, вступил в брак с Элизабет Говард, представительницей одного из знатнейших семейств Англии. Её отцом был Томас Говард, граф Суррей (с 1514 года — 2-й герцог Норфолк), матерью — Элизабет Тилни. Хотя в первое время при Генрихе VII Говарды пребывали в опале (в битве при Босворте отец Томаса и он сам сражались на стороне Ричарда III), тем не менее они довольно скоро завоевали благосклонность нового короля из династии Тюдоров. Земли Говардов соседствовали с владениями Болейнов в Восточной Англии, Суррей был знаком с сэром Уильямом Болейном, и он счёл весьма выгодным брак своей дочери с сыном богатого и влиятельного землевладельца. Для самого Томаса Болейна брак с леди из рода Говардов стал блестящей партией, открыв ему путь к карьере при королевском дворе.
О том, какой характер носили взаимоотношения супругов, известно немногое, но скорее всего, как и многие браки по договорённости, он не был особенно счастливым. Болейн почти всё время проводил при королевском дворе, впоследствии часто бывал в разъездах с дипломатическими миссиями и другими поручениями; Элизабет в основном проживала в загородных поместьях, занимаясь воспитанием детей, и появлялась при дворе редко, лишь когда этого требовали формальности. Участие Болейна в воспитании детей выражалось прежде всего в обеспечении им достойного образования. Он ценил учёность, рассматривая её как путь к успеху в жизни, и не чуждался идей сэра Томаса Мора о том, что женщины в интеллектуальном плане равны мужчинам. Обе его дочери начинали придворную карьеру при самых высококультурных королевских дворах континентальной Европы, и по крайней мере одна из них получила образование по высшим стандартам того времени. Его сын Джордж предположительно обучался в Оксфорде, хотя подтверждений тому не сохранилось.
У Томаса и Элизабет родилось несколько детей, но их точное количество, как и даты их рождения, установить сложно. Впоследствии Болейн вспоминал, что после свадьбы и до смерти его отца в 1505 году они пребывали в стеснённых обстоятельствах, и тем не менее его жена «каждый год рожала по ребёнку». Из всех детей выжили только трое: две дочери — Мэри и Анна, и сын — Джордж. Ещё двое сыновей — Томас и Генри — вероятно, умерли в младенческом возрасте.

### Придворный и дипломат
Король Генрих VII, как и его сын Генрих VIII, благоволили к так называемым «новым людям», чьё восхождение к высокому положению стало возможным благодаря богатству, удачным бракам и способностям, что противопоставляло их старинной аристократии, чьи привилегии были обусловлены происхождением. Большинство «новых людей» были из сословия джентри или купеческой среды, и своими приобретёнными титулами и землями они были обязаны исключительно королю, награждавшему их за достойную службу. Многие из ближайших друзей и советников Генриха VIII были из «новых людей», вроде Чарльза Брэндона и Томаса Кромвеля, в их числе был и Томас Болейн. Он обладал способностями к изучению иностранных языков, свободно владел французским и, что весьма необычно для мирянина, знал латынь. Кроме того, он превосходно владел навыками соколиной охоты, был умелым наездником и искусным турнирным бойцом, и благодаря этим талантам его выделяли среди остальных и привечали при дворе. Прославленный учёный-гуманист Эразм Роттердамский считал его «выдающимся эрудитом» и впоследствии посвятил ему две книги. Томас Болейн оказался одарённым и трудолюбивым государственным деятелем и дипломатом, и Генрих VIII впоследствии отзывался о нём как об опытном специалисте по переговорам, которому нет равных. Однако вместе с тем, как отмечали его современники, Болейн слыл бесцеремонным, дерзким, эгоистичным и алчным человеком, о котором говорили, что «он скорее будет действовать в свою пользу, чем по каким-либо другим мотивам».
Томас Болейн появился при королевском дворе ещё в период правления Генриха VII, и одно из первых упоминаний о нём относится к участию в подавлении восстания жителей Корнуолла в 1497 году. Вместе со своим отцом он сражался в битве при Блэкхите. В дальнейшем своим продвижением в ряды приближённых к королю он был во многом обязан своему тестю, графу Суррею. Хотя он был наследником солидного состояния, в первое время ему приходилось довольствоваться 50 фунтами годового дохода, арендной платой с Хивера и приданым его жены Элизабет Говард. Но постепенно Болейн становился одним из самых заметных придворных Генриха VII. В 1501 году он удостоился чести быть в числе приглашённых на свадьбу старшего сына короля, Артура, принца Уэльского, и испанской инфанты Каталины Арагонской. В 1503 году ему было поручено сопровождать принцессу Маргариту Тюдор в Шотландию, ко двору её будущего мужа короля Якова IV. В 1505 году умер его отец, сэр Уильям Болейн, и в феврале 1506 года Томасу было выдано королевское разрешение на вступление во владение его землями и поместьями. Его благосостояние заметно улучшилось, он получил в наследство пятнадцать поместий, а от скончавшегося в 1515 году графа Ормонда унаследовал львиную долю его владений в Англии, включая феодальную баронию Рочфорд. Позже, в 1525 году, когда король Генрих VIII возвёл Болейна в дворянское достоинство, для него был создан титул виконта Рочфорда, по названию одного из основных английских маноров его деда.
К 1509 году карьера Томаса Болейна при королевском дворе развивалась весьма успешно. Он был назначен одним из четырёх эсквайров при теле короля Генриха VII. На эту почётную и ответственную должность, как правило, выбирали способных, высококультурных рыцарей с изысканным воспитанием, которые прислуживали королю в его личных покоях, заботились о его ежедневных нуждах и выполняли его поручения. Благодаря приближённости к монарху, они часто пользовались разнообразными привилегиями, милостями и особым преимуществом перед остальными придворными: возможностью снискать благосклонность и выгоду для самих себя или для других, а также выразить мнение по разным вопросам или как-то повлиять на короля. В 1509 году, после восшествия на престол Генриха VIII, положение Томаса Болейна при дворе ещё больше укрепилось. Он сохранил за собой пост эсквайра, а благодаря образованию, знанию иностранных языков и галантным манерам, ему быстро удалось войти в круг приближённых молодого короля, и к 1511 году он уже был одним из фаворитов Генриха. На церемонии коронации Болейна посвятили в рыцари Бани, впоследствии он неоднократно принимал участие в турнирах, охоте, маскарадах и прочих увеселениях, устраиваемых Генрихом. Позднее он получил ещё ряд прибыльных должностей. Так, он дважды был назначен шерифом графства Кент (с 1510 по 1511 годы и с 1517 по 1518 годы), стал хранителем Обменной лавки в Кале, Иностранной биржи в Англии и множества охотничьих парков, а также совместно с сэром Генри Уайеттом стал констеблем Нориджского замка. В 1513 и 1514 годах Генрих пожаловал ему в пожизненное владение ряд маноров в Норфолке.
В 1512 году при подготовке к вторжению во Францию, Генрих VIII, не оставив без внимания способности Болейна, отправил его с дипломатической миссией в Нидерланды. Прибыв ко двору эрцгерцогини Маргариты Австрийской с доктором Джоном Янгом, сэром Ричардом Уингфилдом и сэром Эдвардом Пойнингсом, Болейн успешно провёл переговоры по расширению анти-французской лиги, привлекая в союзники императора Максимилиана Габсбурга, отца Маргариты. Компетентность и проницательность английского посланника произвели благоприятное впечатление на эрцгерцогиню. Между ними вскоре завязались дружеские отношения, не в последнюю очередь благодаря тому, что Болейны некогда были сторонниками Йорков, с которыми Маргарита состояла в отдалённом родстве. На одной из аудиенций он заметил, что в окружение эрцгерцогини входили фрейлины разных национальностей. Двор Маргариты считался одной из лучших школ в Европе, где девушки из благородных семейств оттачивали светские манеры и приобретали необходимые для придворной жизни знания и навыки. Болейн не преминул воспользоваться случаем и попросил у неё дозволения принять в свиту одну из его дочерей, на что вскоре получил согласие. Выбор пал на его младшую дочь Анну, и позже Маргарита сообщала в письме Болейну, что весьма довольна своей юной подопечной.
Летом 1513 года Томас Болейн с отрядом в сотню человек присоединился к английскому войску, начавшему военную кампанию во Франции, и принял участие в осаде Теруана и Битве Шпор, завершившихся победой англичан. Однако уже через два года из-за смены политической обстановки (на сей раз Англия заключила с Францией договор о перемирии и союзничестве) Болейн с дочерью были отозваны из Нидерландов. Анна отправилась ко французскому двору и была включена в свиту принцессы Марии Тюдор, невесты короля Людовика XII. Там к ней вскоре присоединились отец и старшая сестра Мэри, отплывшие из Кале в составе свиты принцессы Марии. После скоропостижной смерти Людовика принцесса Мария отбыла назад в Англию, однако Болейн похлопотал о том, чтобы его дочери остались во Франции, перейдя в штат новой королевы Клод, жены Франциска I. Сам Томас вернулся в Англию, где продолжил свою придворную карьеру. В 1516 году он участвовал в церемонии крестин новорождённой принцессы Марии, дочери Генриха VIII и Екатерины Арагонской. В период с 1519 по 1523 годы Болейн исполнял обязанности посла Англии при французском дворе; в 1520 году выступал одним из организаторов встречи Генриха VIII и Франциска I на Поле золотой парчи, одной из целей которой была ратификация Лондонского договора, составленного в 1518 году кардиналом Томасом Уолси и засвидетельствованного Томасом Болейном. Сэр Томас отвечал за приготовления к первой встрече двух королей, а затем провёл переговоры о возможном браке принцессы Марии. Он также присутствовал на встрече с императором Карлом V в Гравлине, на конференции в Кале в 1521 году, организованной кардиналом Уолси, а затем был назначен послом в Испанию.

### Борьба за титул графа Ормонда
В начале 1520-х годов внутрисемейная распря за наследство деда Болейна по материнской линии, графа Ормонда, длившаяся с 1515 года, вступила в решающую стадию. Томас Батлер, 7-й граф Ормонд был одним из богатейших людей в королевстве. В одной только Англии ему принадлежало 72 манора, помимо обширных владений в Ирландии. Когда он умер 3 августа 1515 года, у него не было законного наследника мужского пола, которому можно было беспрепятственно передать титул и богатства. Всё имущество, не являвшееся майоратным, он оставил двум своим дочерям от первого брака — Маргарет Болейн и Анне Сент-Леджер, сделав их полноправными сонаследницами. Несмотря на то, что Генрих VIII пожаловал Томасу Болейну права на собственность его матери, а также на результаты слушания дела в ноябре 1516 года, в ходе которого Болейны и Сент-Леджеры доказали законность своих притязаний на ирландские владения и титулы, Пирс Батлер, внучатый племянник покойного графа, при поддержке ирландских лордов стал величать себя графом Ормондом. Кроме того, воспользовавшись возникшими разногласиями о том, как следовало бы разделить наследство между сёстрами, Пирс Батлер немедленно захватил их ирландские земли.
Начавшаяся тяжба за титул и наследство графа Ормонда между Болейнами, Сент-Леджерами и Пирсом Батлером грозила перерасти в вооружённый мятеж в Ирландии. Генрих был готов признать легитимность прав Маргарет Болейн и Анны Сент-Леджер и поручил решить этот вопрос Томасу Говарду, графу Суррею, так, чтобы по возможности не ущемить Батлеров, поскольку в интересах Англии было сохранить с ними мирные отношения. Пирс Батлер мог быть ценным союзником для поддержания английского контроля над Ирландией. Оценив ситуацию, Суррей, занимавший в то время пост лорда-наместника Ирландии, пришёл к выводу, что ни одна из сторон не желала идти на уступки, и, чтобы уладить конфликт полюбовно, он вынес предложение о браке между дочерью Томаса Болейна и сыном Пирса Батлера, Джеймсом. По его мнению так можно было обеспечить лояльность Батлера, а брачный альянс обещал быть выгодным, и для Батлеров в том числе, так как они получили бы существенное политическое преимущество, сблизившись посредством него с правящей элитой Англии.
Идея понравилась лорду-канцлеру Томасу Уолси и была одобрена королём. Уолси настоятельно порекомендовал Болейну выдать Анну замуж за Джеймса, жившего в то время в Англии на воспитании в доме лорда-канцлера. Болейну, обнаружившему, что король проявил личную заинтересованность в этом деле, оставалось только подчиниться. В 1521 году он вызвал младшую дочь из Франции, однако не спешил давать окончательное согласие, так как был уверен, что сможет добиться желаемого с помощью поддержки Генриха VIII. В придачу, его явно не устраивала туманная перспектива того, что Анне предстоит стать графиней Ормонд по праву замужества, и тогда ни титул, ни земли никоим образом не будут закреплены за Болейнами. Пирс Батлер одобрительно отреагировал на предложение Суррея, однако переговоры о браке так ничем и не завершились. К маю 1523 года он понял, что дело зашло в тупик. До короля тем временем дошли сведения о том, что Батлер, сменивший Суррея на посту лорда-наместника Ирландии, намерен силой отстоять свои притязания. Генрих не мог этого допустить, и, чтобы отчасти компенсировать Болейну его несбывшиеся ожидания, ему пожаловали титул виконта Рочфорда. 18 июня 1525 года в Брайдуэллском дворце состоялась грандиозная церемония, в ходе которой незаконнорожденный сын короля Генри Фицрой был провозглашён герцогом Ричмондом и Сомерсетом. Помимо него, титулы были присвоены ещё нескольким придворным, в том числе и Болейну, который тогда был одним из самых влиятельных советников короля. Однако, сам сэр Томас не был доволен полученным, поскольку ради титула ему пришлось уйти в отставку с доходного поста казначея королевского двора без какой-либо финансовой компенсации. Вину за это он возлагал на Уолси.
Виконтство Рочфорд, воссозданное для Болейна на основе принадлежавшей Батлерам феодальной баронии, не стало для него наградой, и он продолжил добиваться своей цели. Вожделенный титул графа Ормонда достался Болейну только в 1529 году, во многом благодаря Анне, которая на тот момент была всемогущей фавориткой короля. Вполне вероятно, что Генрих оставил бы всё как было, учитывая, что ему пришлось обеспечить пожалование титула доходом. Тем не менее в 1527 году Томас Уолси по приказу короля составил проект договора для Маргарет Болейн, Анны Сент-Леджер и Пирса Батлера, по условиям которого все стороны конфликта дали согласие на то, что правом распоряжаться графством Ормонд будет обладать король. Договор был подписан в феврале 1528 года. Фамильные владения были разделены поровну между двумя сёстрами, и с их согласия Пирс Батлер и его семья получили оспариваемые земли Ормондов в Ирландии в долгосрочную аренду. Для них это был своего рода компромисс, поскольку Пирс вовсе не собирался отдавать добровольно эти владения. Вдобавок к этому, шесть дней спустя после подписания договора Генрих VIII пожаловал Пирсу Батлеру титул графа Оссори в знак признания его службы в Ирландии. Выждав некоторое время, в конце 1529 года король даровал Томасу Болейну титул графа Ормонда, попутно восстановив для него и титул графа Уилтшира, которым некогда владел Джеймс Батлер, дальний родственник Болейнов.
После майских событий 1536 года, в результате которых казнена была не только Анна Болейн, но и единственный сын и наследник Томаса, Джордж, виконт Рочфорд, Пирсу Батлеру предоставилась возможность вернуть себе титул графа Ормонда. Он и его сын Джеймс упрочили своё влияние в Ирландии и доказали лояльность Англии, отказавшись поддержать Фицджеральдов (Джеральда, графа Килдара и его сына Томаса) и помогая подавить их восстание, вспыхнувшее в 1534 году. За заслуги перед короной Батлеры были щедро вознаграждены землями и высокими должностями, а в 1537 году было достигнуто очередное соглашение, по которому Пирсу было разрешено принять титул графа Ормонда с 1538 года. Впавшему в немилость Томасу Болейну позволили сохранить его титулы, так что сложилась ситуация, аналогичная с титулом барона Дакра: одновременно существовало два независимых графа Ормонда — один в Англии, другой в Ирландии. Болейн умер в 1539 году, тогда же скончался и Пирс, которому наследовал Джеймс, став девятым графом Ормондом. В Англии этот титул после смерти Томаса Болейна более не использовался, хотя в 1597 году его правнук Джордж Кэри в переписке с лордом Бёрли советовался относительно наследования титула графа Ормонда. Однако он так и не осуществил намерений отправить королеве Елизавете своё прошение.

### Великое дело короля
К началу 1520-х годов карьера Томаса Болейна продолжала складываться вполне благополучно. Он по-прежнему оставался в фаворе у короля, который в 1520 году сделал его ревизором королевского двора, а с 1521 года — казначеем. Трое его детей также были приняты при дворе, и теперь настало время обустроить их судьбы. Его единственный сын Джордж приблизительно в 1516 году был назначен пажом в свиту Генриха VIII и уже в 1522 году получил своё первое пожалование — часть собственности, принадлежавшей казнённому за измену герцогу Бекингему. В октябре 1524 года было заключено брачное соглашение между Джорджем Болейном и Джейн Паркер, дочерью барона Морли, и не позднее осени 1525 года они поженились с разрешения короля. Для старшей дочери Мэри был организован брак с Уильямом Кэри, молодым придворным, происходившим из респектабельной семьи и служившим эсквайром при теле короля. Переговоры об их браке шли ещё до начала 1519 года, а свадьба состоялась 4 февраля 1520 года в королевской часовне Гринвичского дворца, и на ней присутствовал сам король. Присутствие Генриха на свадьбе подтверждает не только его благосклонность к Болейнам и Уильяму Кэри, который приходился ему дальним родственником, но и то, что брак был заключён с его одобрения или, возможно, даже по его воле, так как влияние на брачные альянсы знати и придворных было его традиционной привилегией.
Уильям Кэри неотлучно находился при дворе, как и его супруга, которая была вхожа в окружение королевы Екатерины Арагонской. Приблизительно в 1522 году у Мэри случился роман с Генрихом VIII, длившийся ориентировочно до осени 1525 года. Череда пожалований Болейнам и Кэри, последовавшая в этот период, многими исследователями расценивается как награда за уступчивость и молчаливое согласие на эти отношения. Болейн, и ранее не обделённый королевской милостью, получил назначения в качестве управляющего и смотрителя за владениями в Кенте, Эссексе, Норфолке и Ноттингемшире, а в апреле 1523 года стал рыцарем ордена Подвязки. Однако к тому времени, как Мэри стала любовницей короля, Томас Болейн уже долгие годы на высоком уровне исполнял свои обязанности и был одним из любимых придворных и друзей Генриха, так что это было ожидаемо и явно благодаря его собственным заслугам, а не только из-за интереса короля к Мэри, который проявился намного позже того, как её отец достиг заметных высот. В сравнении с ним отец предыдущей любовницы Генриха, сэр Джон Блаунт, имел довольно скромные достижения в придворной карьере и довольствовался не особо щедрыми пожалованиями. Он никогда не удостаивался от короля высоких почестей, хотя роман его дочери Элизабет с Генрихом почти наверняка длился дольше, и она родила Генриху единственного признанного им внебрачного сына.
Когда стало ясно, что ирландскому браку не бывать, Томас Болейн с помощью своих связей определил в свиту королевы Екатерины Арагонской и младшую дочь Анну.  В 1529 году Томас Болейн получил титул графа Ормонда, которого добивался на протяжении нескольких лет, и в придачу титул графа Уилтшира, а в 1530 году он занял должность лорда-хранителя Малой печати.

### Последние годы
Несколько недель спустя после казни Анны и Джорджа, 29 июня 1536 года, Томас Болейн был отстранён от должности лорда-хранителя Малой печати в пользу Томаса Кромвеля, а также лишён прав на владение землями в Ирландии. Вместе с женой Элизабет он удалился в замок Хивер. Всё же, невзирая на опалу, он продолжал участвовать в придворной жизни, пусть и не столь интенсивно, как раньше. Болейн вёл переписку с Кромвелем, в частности, советуясь с ним относительно назначения денежного содержания своей невестке леди Рочфорд. Он оказывал посильную помощь в подавлении восстания 1536 года, известного как Благодатное паломничество, присутствовал на крестинах принца Эдуарда, а в январе 1538 года вернулся ко двору. В апреле 1538 года Болейн овдовел, и ходили слухи, будто он собирался жениться на племяннице Генриха, леди Маргарите Дуглас.
Вследствие того, что у его сына Джорджа за годы брака с Джейн Паркер так и не появились дети, у Болейна не было прямого наследника, и в последние годы жизни он сделал попытку помириться со своей старшей дочерью Мэри, позволив ей и её супругу Уильяму Стаффорду проживать в поместье Рочфорд-Холл в Эссексе. После его смерти Мария унаследовала Рочфорд-Холл и земельные владения отца в Эссексе. Ещё раньше, в личной беседе с королём Генрихом Болейн выразил желание завещать земли Ормондов своей внучке Елизавете, которую незадолго до казни матери признали незаконнорождённой. Однако после он передумал, и это имущество также отошло Мэри.
В марте 1539 года он скончался. Его слуга, Роберт Крейнуэлл, сообщил о смерти своего господина в письме к Кромвелю от 13 марта 1539 года. Король, узнав о кончине Болейна, заказал мессу за упокой его души. Томаса Болейна похоронили в приходской церкви Святого Петра в деревне Хивер, графство Кент. Его гробница украшена мемориальной доской, на которой он изображён в облачении рыцаря ордена Подвязки. Неподалёку от него погребён один из его сыновей, Генри Болейн, умерший в детстве. В 1561 году умер младший брат Томаса, Джеймс Болейн, у которого также не было наследников мужского пола. С его смертью прямая ветвь семейства от Джеффри Болейна из Солла полностью вымерла.

## Дети
- Мэри Болейн (ок. 1499 — 19 июля 1543), была замужем дважды: за Уильямом Кэри и Уильямом Стаффордом;
- Анна Болейн (ок. 1501/1507 — 19 мая 1536), была замужем за королём Англии Генрихом VIII;
- Джордж Болейн, виконт Рочфорд (ок. 1504 — 17 мая 1536), был женат на леди Джейн Паркер;
- Томас Болейн (умер в младенчестве);
- Генри Болейн (умер в младенчестве).

## В кинематографе и на телеэкране
- Майкл Хордерн в фильме 1969 года «Тысяча дней Анны»[79];
- Бенджамин Уитроу в телевизионном фильме 2003 года «Генрих VIII»[80];
- Джек Шепард в телевизионном фильме канала Би-би-си «Ещё одна из рода Болейн» (2003), экранизации одноимённого романа Филиппы Грегори[81];
- Марк Райлэнс в голливудской версии романа Грегори «Ещё одна из рода Болейн» (2008)[82];
- Ник Даннинг в первых двух сезонах телесериала «Тюдоры»[83].
- Дэвид Робб в мини-сериале канала BBC Two «Волчий зал», экранизации романов Хилари Мэнтел «Вулфхолл» и «Введите обвиняемых»[84].

## Комментарии
1. ↑  Джеффри Болейн скончался в 1463 году; его наследник, Томас, старший сын от брака с Анной Хоо, умер в 1471 году[6].
2. ↑  Элеанор де Богун (1304—1363) — дочь Хамфри де Богуна и Элизабет Плантагенет; в первом браке была замужем за Джеймсом Батлером, 1-м графом Ормондом.
3. ↑  В 1529 году Болейн упоминал, что ему пятьдесят два года[9].
4. ↑  Её сводной бабкой была Маргарита Йоркская, герцогиня Бургундская (1446—1503) — сестра королей Эдуарда IV и Ричарда III; она была третьей женой Карла Смелого, родного деда Маргариты Австрийской.
5. ↑  Ранее считалось, что на портрете изображён Томас Болейн, однако в 1981 году исследователь тюдоровской эпохи Дэвид Старки[англ.] высказал предположение, что это, возможно, портрет Джеймса Батлера, 9-го графа Ормонда, родственника Болейна по материнской линии[46].
6. ↑  Среди них такие историки как Кэролли Эриксон, Дэвид Старки[англ.], Элизабет Нортон[англ.], Мартин Хьюм[англ.] и другие[66].